# شیر کنگو
شیر کنگو (نام علمی: Panthera leo azandica) نام یک زیرگونه از شیر است.
این شیر که در سال ۱۹۲۴ توصیف علمی شده بیشتر در کشورهای جمهوری دموکراتیک کنگو و اوگاندا زندگی میکند.
ارتفاع در هردو جنس در کمینه شانه بین ۱۰۵ تا ۱۲۰ سانتی متر است .

## نگارخانه

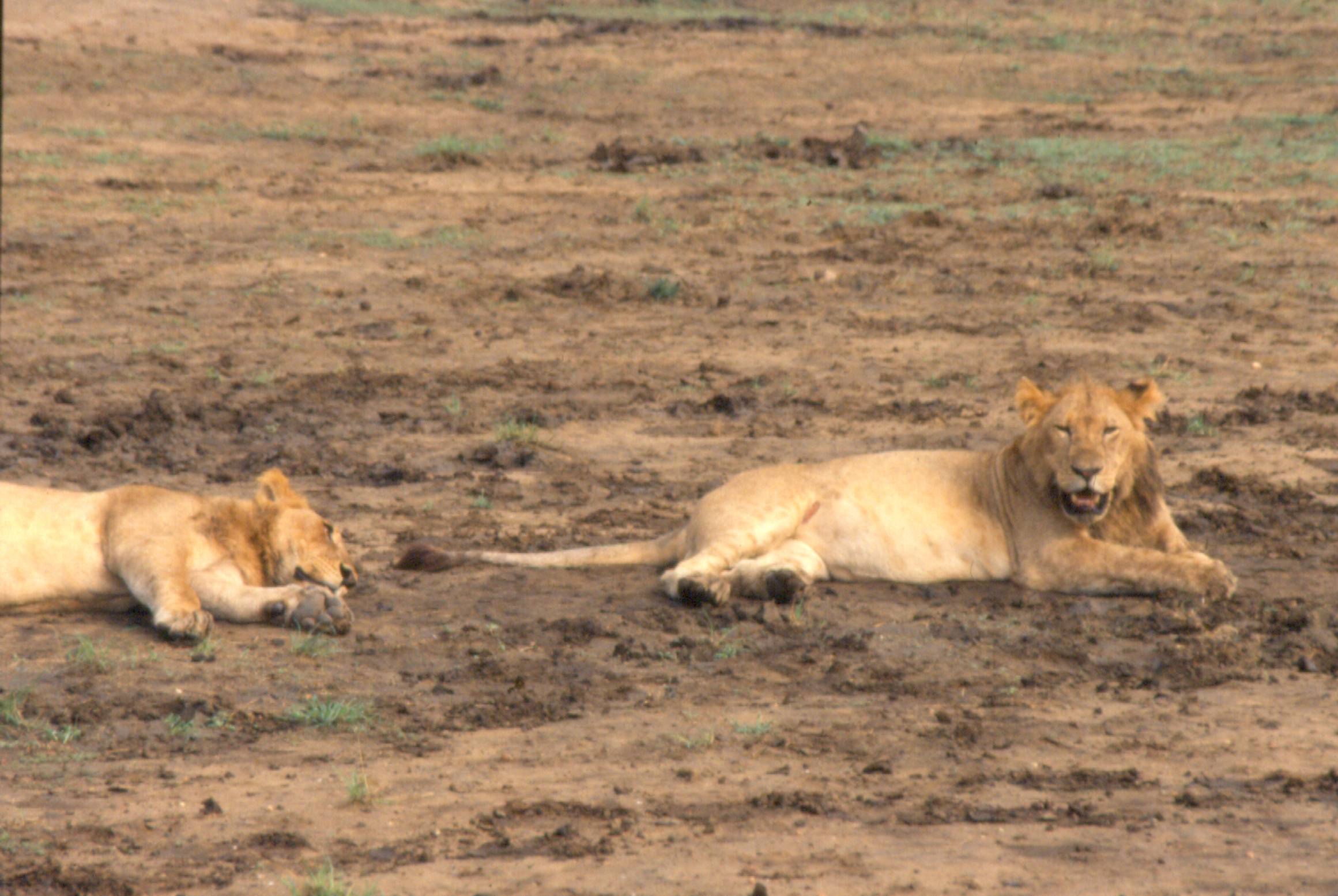
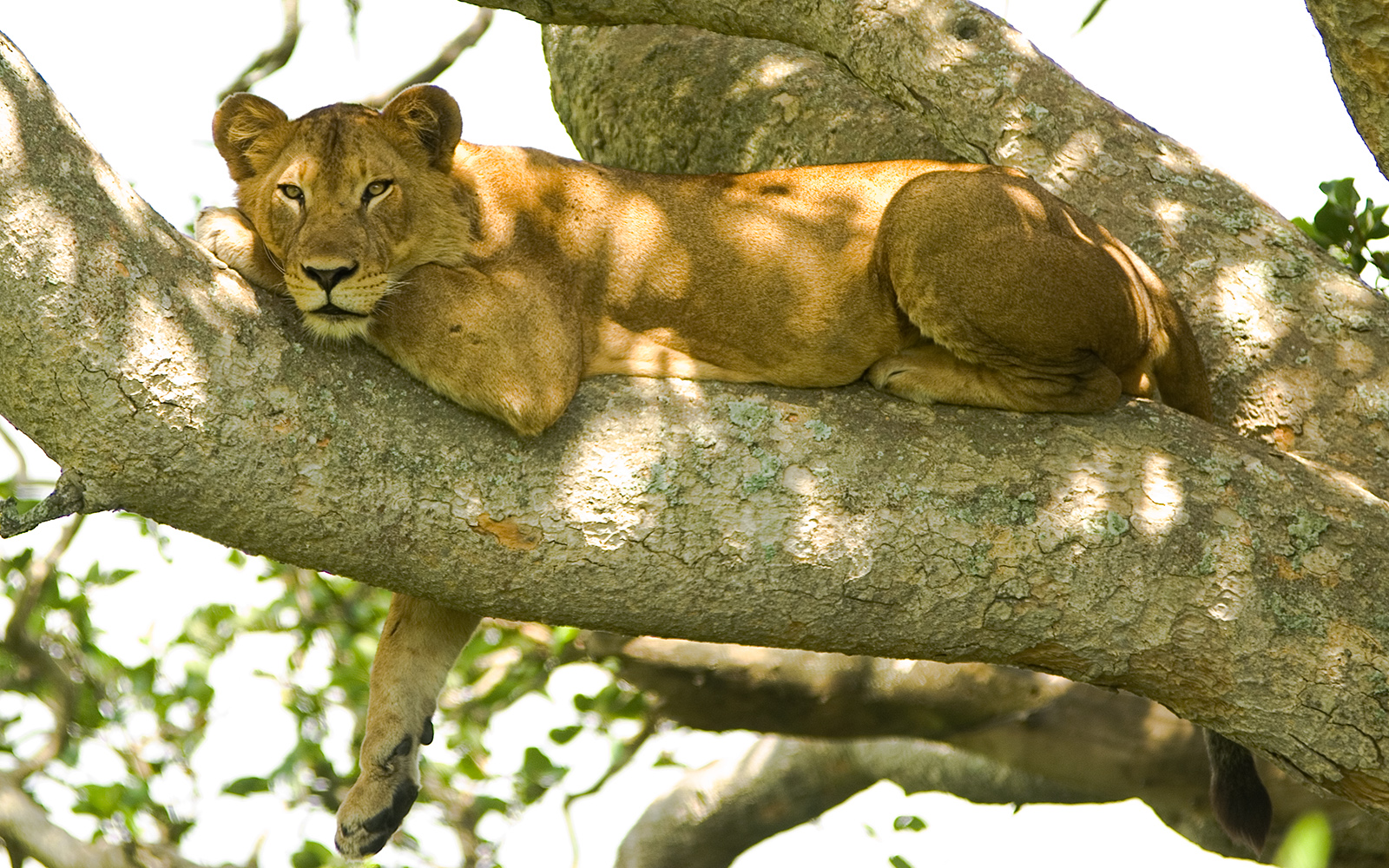